# Нясанго, Катберт
Катберт Нясанго (Cuthbert Nyasango) — зимбабвийский бегун на длинные дистанции, действующий национальный рекордсмен в марафоне и в беге на 10 000 м.
На олимпийских играх 2012 года занял 7-е место в марафоне с личным рекордом 2:12.08. Занял 16-е место в марафоне на чемпионате мира 2011 года. Занял 10-е место на чемпионате мира по полумарафону 2007 года с национальным рекордом 1:00.26. Выступал на чемпионате мира по кроссу 2007 года, на котором занял 21-е место.
В настоящее время владеет рекордом Зимбабве в беге на 10 000 метров — 27.57,34, и на марафоне — 2:09.52.
11 мая 2014 г. занял третье место на Пражском марафоне с национальным рекордом — 2:09.52.